# 모리타 신고 (2001년)
모리타 신고(일본어: 森田 慎吾, 2001년 7월 9일~)는 일본의 축구 선수이다.

## 구단 경력
그는 J1리그의 FC 도쿄에 입단했다. 2019년 J3리그의 FC 도쿄 U-23에서 뛰었다.